# Portalkran

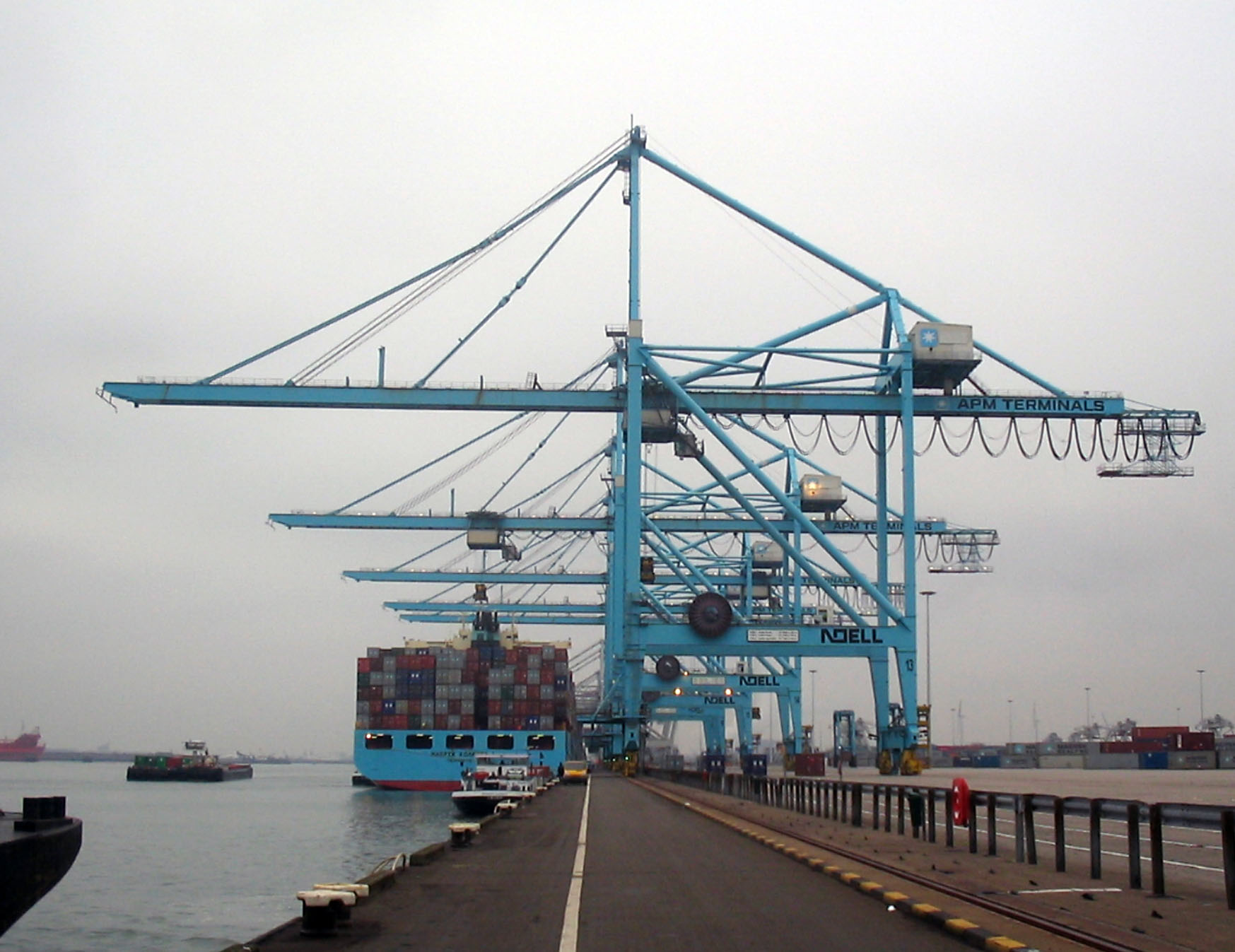
SuperPost Panamax-containerkranar (ship-to-shore-kranar, STS-kranar) i APM Terminal i Rotterdams hamn

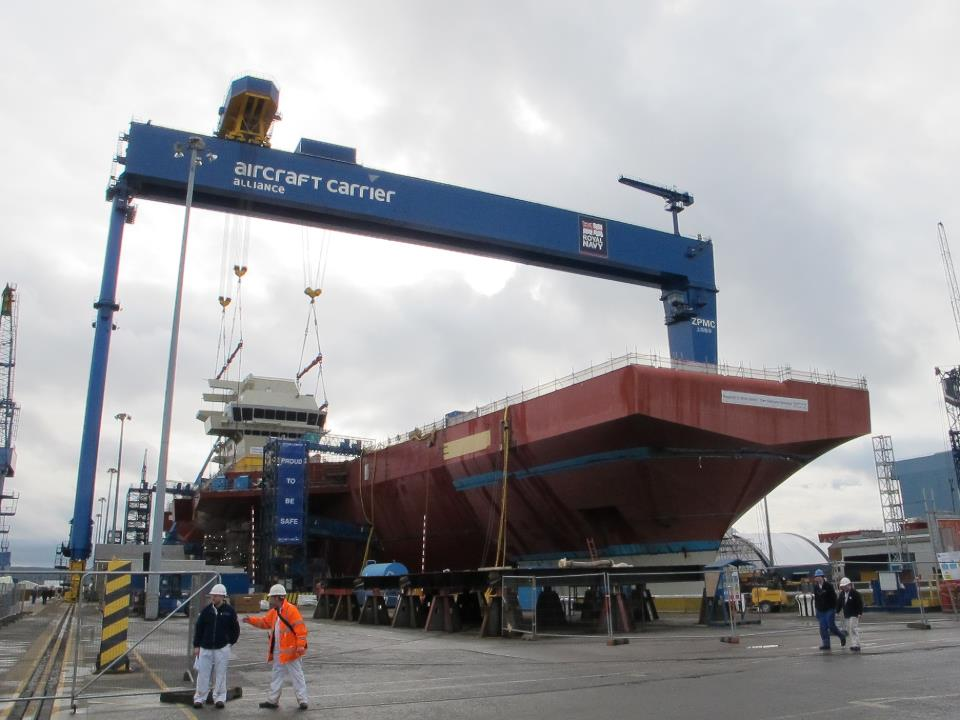
"Goliath", en portalkran från ZPMC som användes vid byggandet av det brittiska hangarfartyget HMS Queen Elizabeth på Rosyth Dockyard år 2013.

Portalkran, eller bockkran, är en kran, som är monterad på ett stort eller litet bockstativ. Den kan vara stationär eller spårbunden och kan vara försedd med utliggare för lyft utanför upplagspunkterna för den bärande konstruktionen. Typiska användningsområden är hantering i containerhamnar och containerterminaler av ISO-containers, semitrailers eller lastflak, som varvskranar i torrdockor och som lyftkranar för förflyttning av tungt gods inom andra fabriksområden eller lagerytor. Små portalkranar används också i reparationsverkstäder, till exempel för att lyfta motorer ur och i fordon. 
En variant av helportalkranar för containerhantering är mobila gummihjulsportalkranar eller de mindre grensletruckarna. Mindre portalkranar används också i verkstäder för att till exempel lyfta motorer ur och i fordon. 
En rälsbunden portalkran skiljer sig från en traverskran, vars vagn och lyftok löper längs räls eller balkar på en fast bärande konstruktion, oftast väggar eller tak i en byggnad. Den rälsbundna portalkranen däremot har en vagn med lyftok som vilar på en rörlig vagnskonstruktion (med lateral rörlighet utmed två parallella räler) i en riktning. 
Riktigt stora portalkranar av den typ som används på skeppsvarv kallas Goliatkranar.

## Byggnadsminnen
Portalkran 14 på Karlskronavarvet i Karlskrona, tillverkad av franska Applevage 1959, är ett byggnadsminne sedan 2006.
Eriksbergs bockkran i Göteborg, som byggdes 1968, är ett byggnadsminne sedan 2012.